# Чёрная (приток Вижая)
Чёрная — река в России, протекает по Чердынскому району Пермского края. Устье реки находится в 29 км от устья реки Вижай по левому берегу. Длина реки составляет 10 км.
Исток реки в предгорьях Северного Урала западнее возвышенности Ямжачная Парма, в 26 км к северо-востоку от посёлка Вижай. Река течёт на юго-запад по ненаселённой, всхолмлённой местности.

## Данные водного реестра
По данным государственного водного реестра России относится к Камскому бассейновому округу, водохозяйственный участок реки — Кама от водомерного поста у села Бондюг до города Березники, речной подбассейн реки — бассейны притоков Камы до впадения Белой. Речной бассейн реки — Кама.
Код объекта в государственном водном реестре — 10010100212111100006055.